# Detlev Kayser
Detlev Kayser (* 1931 in Dresden) ist ein deutscher Biochemiker.
Kayser studierte 1951 bis 1958 Chemie in Berlin und wurde bei Otto Warburg promoviert, bei dem er dann bis 1966 Assistent am Max-Planck-Institut für Zellphysiologie in Berlin-Dahlem war. Mit Warburg untersuchte er unter anderem die Wirkung von Röntgenstrahlen auf Stoffwechsel und Wachstum von Milchsäurebakterien und führte Ende der 1950er Jahre Experimente aus, die den Einfluss von Atmung auf Photosynthese zeigten. Mitte der 1960er Jahre zeigte er als Mitarbeiter von Warburg, dass Krebszellen anaerobes Milieu bevorzugen. 1977 bis 1982 war er im Umweltbundesamt in Berlin und später Professor und Direktor am Bundesamt für gesundheitlichen Verbraucherschutz und Veterinärmedizin (BgVV) in Berlin.
Am BgVV entwickelte er mit Eva Schlede Methoden, den Verbrauch von Versuchstieren zu minimieren.
1963 erhielt er den Paul-Ehrlich-und-Ludwig-Darmstaedter-Preis.

## Schriften
- mit Eva Schlede (Herausgeber) Chemikalien und Kontaktallergie: eine bewertende Zusammenstellung, Urban und Vogel, München 2001
- Herausgeber: Kurzzeittests zum Nachweis von Kanzerogenen, München, Medizin Verlag, 1986
- mit Ullrich Schlottmann Gute Laborpraxis, 3. Auflage, Hamburg, Behr 1997 (Loseblattsammlung)
- Herausgeber Planung toxikologischer Prüfungen zur Bewertung von Chemikalien im Rahmen des Chemikaliengesetzes, München, Medizin Verlag 1995
- mit Eckard Rehbinder, Helmut Klein Chemikaliengesetz: Kommentar und Rechtsvorschriften zum Chemikalienrecht, Heidelberg 1985